# Alexander Niemann
Alexander Niemann (* 1953 in Lauchhammer) ist ein deutscher Gartendenkmalpfleger, Gartenhistoriker und Genealoge.

## Leben
Er wurde als Sohn des Maschinenbau-Ingenieurs und mehrfachen Gaumeisters im Turnen Alex Niemann (1911–1964) und Irmgard geb. Ukkat (1920–2013) im brandenburgischen Lauchhammer geboren. Dort besuchte er auch die Polytechnische (POS) und Erweiterte Oberschule (EOS), wo er 1971 das Abitur ablegte.
Nach dem Wehrdienst studierte Alexander Niemann von 1973 bis 1978 Landschaftsarchitektur an der Technischen Universität Dresden und schloss das Studium als Diplom-Ingenieur ab. Schon beim Studium spezialisierte er sich auf Gartengeschichte und Gartendenkmalpflege (1975 Seminararbeit „Pflanzenverwendung bei Friedrich Ludwig v. Sckell“, 1978 Diplomarbeit „Entwicklungsstudie für den Dorf- und Schloßbereich in Nischwitz bei Wurzen“ mit Schwerpunkt Wiederherstellung des historischen Schlossparks) und war in diesem Bereich von 1979 bis 1989 als wissenschaftlicher Mitarbeiter bei der Direktion Gärten und Parke der Nationalen Forschungs- und Gedenkstätten der klassischen deutschen Literatur in Weimar tätig. Nach der im Juni 1989 aus politischen Gründen erfolgten Übersiedlung nach West-Berlin wechselte er an die Geschäftsstelle des Landesverbandes Berlin der Deutschen Gesellschaft für Gartenkunst und Landschaftskultur.
Von 1991 bis 2018 war er Fachreferent für Gartendenkmalpflege beim 1991 neu gegründeten Brandenburgischen Landesamt für Denkmalpflege. Im Jahr 2018 trat er in den Ruhestand.

## Wirken

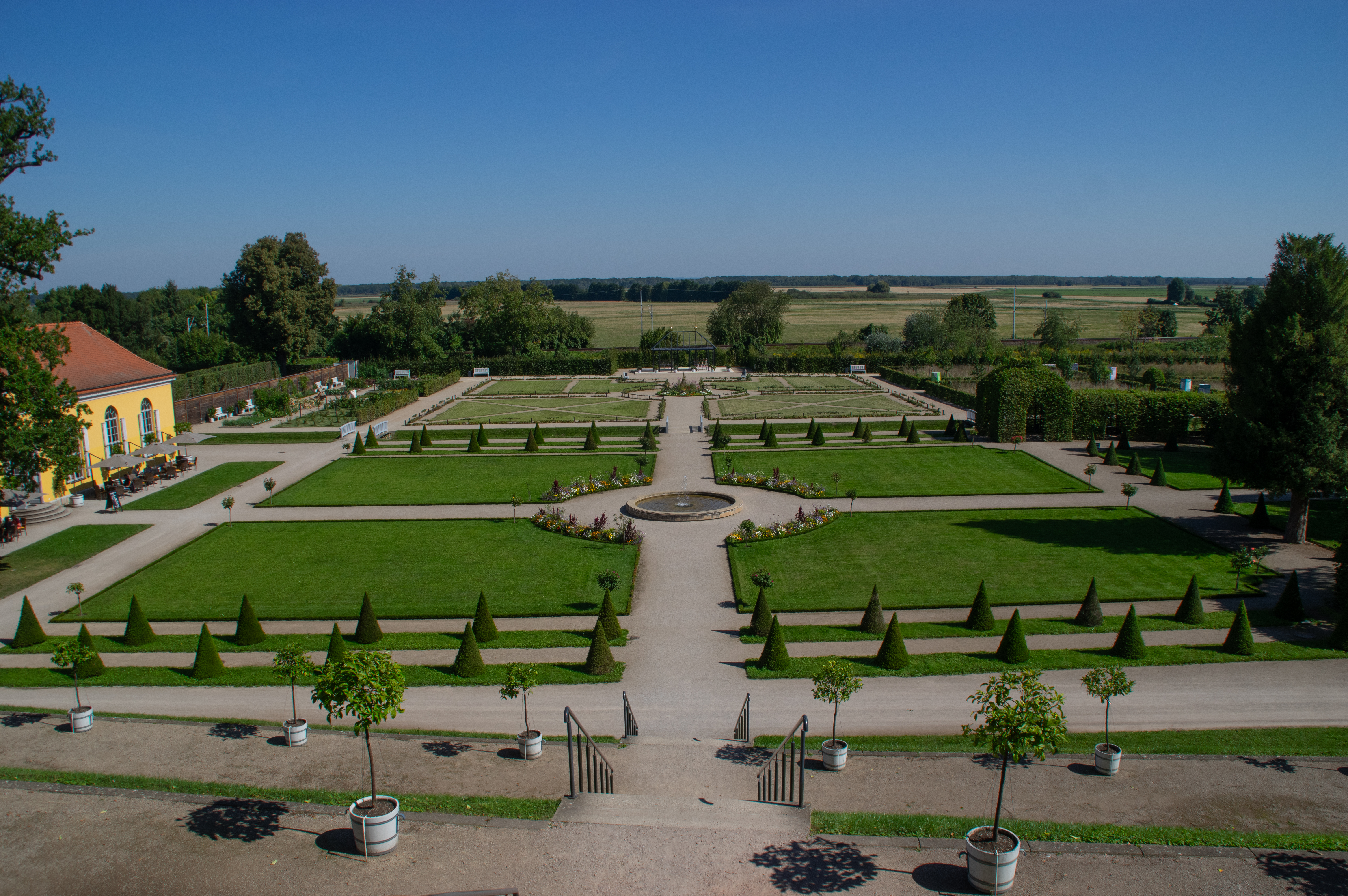
Klostergarten mit Orangerie in Neuzelle (2023)

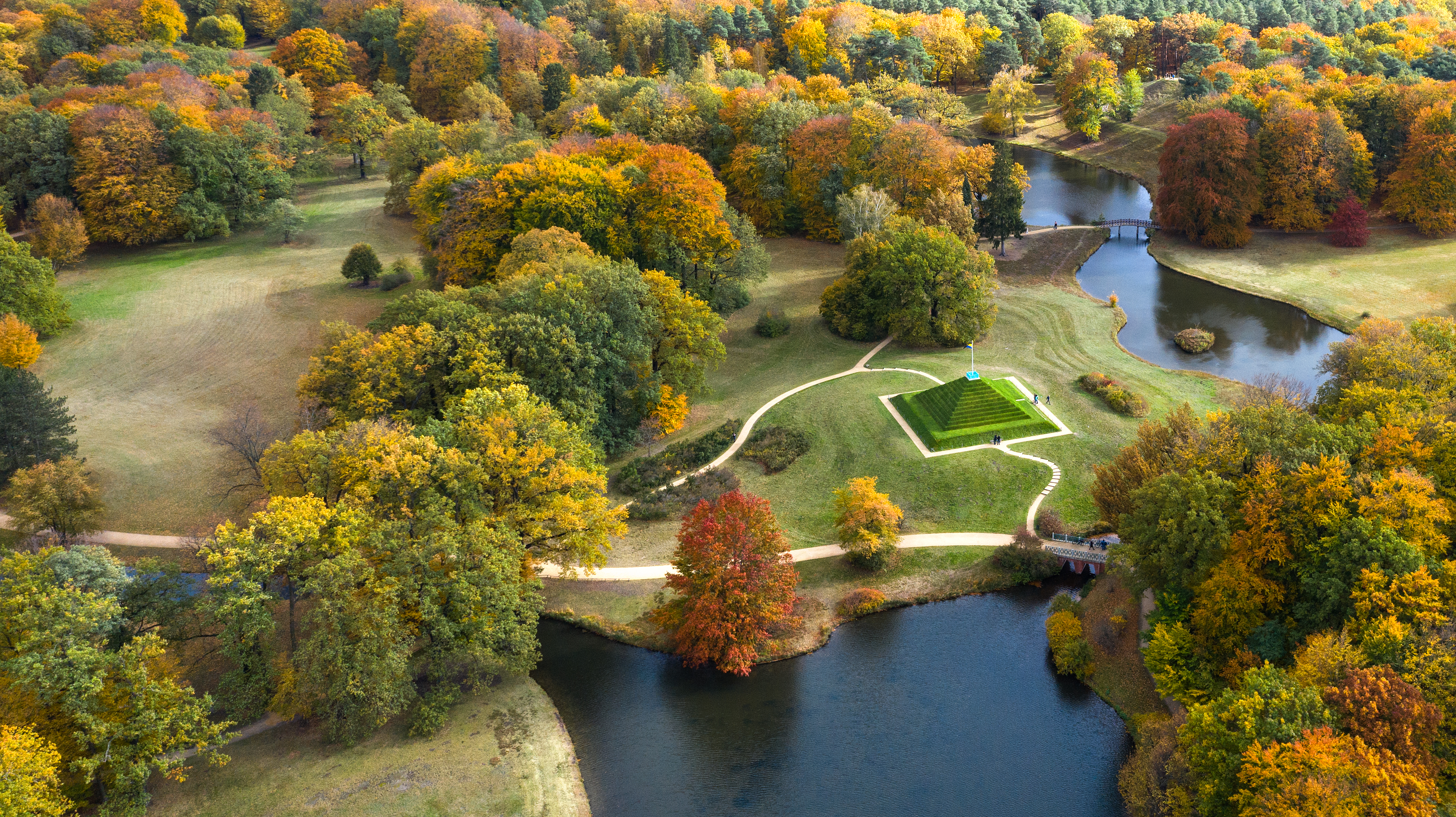
Fürst-Pückler-Park Branitz, Teil des Innenparks – vorn die Landpyramide und rechts im Hintergrund der Hermannsberg (2021)

In seiner Tätigkeit als Gartendenkmalpfleger war er an der Unterschutzstellung und Neukartierung von über 200 Denkmalen und Denkmalbereichen beteiligt. Seine Arbeit beschränkte sich nicht auf Garten- und Parkanlagen. Sein Engagement galt auch der Bewahrung historischer ländlicher und städtischer Frei-, Straßen und Platzräume (zum Beispiel Beeskow, Herzberg (Elster), Luckau, Lübbenau/Spreewald, Kirchhain (Doberlug-Kirchhain), Eisenhüttenstadt, Uebigau) und städtebaulich bedeutsamer Strukturen (zum Beispiel Gartenstadt „Marga“, Lübben (Spreewald), Schlosskomplex Straupitz, Neuzelle, Spremberg). Schwerpunkte waren die Restaurierung und Wiederherstellung der Freiflächen der Klosteranlage Neuzelle ab 1995, einschließlich des barocken Klostergartens, des Stiftsplatzes und der Einordnung des unterirdischen Museumsneubaus; des bergbaugeschädigten Schlossparks Altdöbern; der Ortslage, des Schlossparks und der Außenanlagen des Schlosses Neuhardenberg; des Fürst-Pückler-Parks Branitz und des Denkmalbereichs „Branitzer Parklandschaft“; des Stadtparks und der Festungsanlage Senftenberg sowie der Gartenstadt „Marga“ im Ortsteil Brieske; der barocken Stadtanlage und der Außenanlagen des Klosters Doberlug; der Außenanlagen am Eisenwerk, der Siedlung „Grundhof“ und des Schlossparks in Lauchhammer; des Ostdeutschen Rosengartens in Forst (Lausitz) sowie von Schlossparken und Außenanlagen von Schlössern, unter anderem Ahlsdorf (Schönewalde), Alt Madlitz, Bärenklau (Schenkendöbern), Elsterwerda, Finsterwalde, Fürstlich Drehna, Golßen, Groß Rietz, Großkmehlen, Hohenbocka, Lübbenau, Ogrosen, Ragow (Ragow-Merz), Reuthen (Felixsee), Sallgast, Stechau und Uebigau. Durch ihn erfolgte die denkmalfachliche Betreuung der Bundesgartenschau 1995 in Cottbus in den städtischen Parkanlagen und im ehemaligen Außenpark von Branitz (dem späteren Spreeauenpark) sowie der Landesgartenschau 2000 in Luckau. Neben zahlreichen Veröffentlichungen zur Gartendenkmalpflege und Gartengeschichte im Land Brandenburg wurde Alexander Niemann auch durch genealogische Publikationen bekannt.

## Veröffentlichungen (Auswahl)

### Selbstständige Veröffentlichungen
- Register zum Bürgerbuch des Fleckens Nöschenrode. Band I: 1594–1770. Selbstverlag, Weimar 1984.
- Familie von der Gönna aus Utenbach. Eine genealogische Studie. Selbstverlag, Weimar 1988; Nachträge zu Familie von der Gönna aus Utenbach. Selbstverlag, Berlin 1991.
- Register zum ältesten Kirchenbuch der Gemeinde Zu Unser Lieben Frauen in Wernigerode. Selbstverlag, Weimar 1989.
- Die Familien Bulot, Corpedanne, Doublet, Huet, Linot, Le Maire, Radigue, Le Vasseur u. a. in Ferté Gaucher, Département Seine et Marne in Frankreich. Eine Vorarbeit für die Ahnenliste der Louise Angelique de Sévaux, geb. Bulot, Tuchhändlerin in Paris (1786–1844), Mutter von Marie Luce Niemann, geb. de Sévaux (1818–1860). Selbstverlag, Berlin 1991.
- Die Pianofabrikanten Niemann in Münster. Geschichte der Firma. Herkunft der Familie und der Ehefrauen. Nachkommen. Selbstverlag, Berlin 1997.
- Mitautor von: Denkmaltopographie Bundesrepublik Deutschland. Denkmale im Land Brandenburg. Band 7.1: Landkreis Elbe-Elster. Teil 1: Die Stadt Herzberg/Elster und die Ämter Falkenberg/Uebigau, Herzberg, Schlieben und Schönewalde. Wernersche Verlagsgesellschaft, Worms 1998, ISBN 3-88462-152-1.
- Mitautor von: Denkmaltopographie Bundesrepublik Deutschland. Denkmale im Land Brandenburg. Band 2.1: Stadt Cottbus. Teil 1: Altstadt, Mühleninsel, Neustadt und Ostrow, innere Spremberger Vorstadt, „Stadtpromenade“, westliche Stadterweiterung, historisches Brunschwig. Wernersche Verlagsgesellschaft, Worms 2001, ISBN 3-88462-176-9.
- Mitautor von: Peter Joseph Lenné – Parks und Gärten im Land Brandenburg – Werkverzeichnis (= Forschungen und Beiträge zur Denkmalpflege im Land Brandenburg. Band 7). Wernersche Verlagsgesellschaft, Worms 2006, ISBN 3-88462-217-X.
- Mitautor von: Denkmaltopographie Bundesrepublik Deutschland. Denkmale im Land Brandenburg. Band 16.1: Landkreis Spree-Neiße. Teil 1: Städte Forst (Lausitz) und Guben, Amt Peitz und Gemeinde Schenkendöbern. Wernersche Verlagsgesellschaft, Worms 2012, ISBN 978-3-88462-334-3.
- Register zu den Taufen der Kirchgemeinde Sankt Johannis in Wernigerode 1664–1682. Selbstverlag, Berlin 2013.
- mit Anne Schäfer: »Liebster Herr College«. Fürst Pückler, seine Gärtner und die Entstehung des Branitzer Parks (= Edition Branitz Bd. 17), be.bra wissenschaft verlag, Berlin 2023, ISBN 978-3-95410-291-4.

### Zeitschriftenaufsätze und Buchkapitel
- Der „Hortus Belvedereanus“. In: Kulturbund e. V. Gesellschaft für Denkmalpflege, Zentraler Fachausschuß Denkmale der Landschafts- und Gartengestaltung (Hrsg.): Beiträge zur Gartendenkmalpflege. Blumenverwendung in historischen Gärten. Verlag Druckerei und Fortschritt, Erfurt 1989, S. 40–42.
- Ein Mohr am Weimarer Hof zur Goethezeit. Nachkommen, Herkunft der Ehefrauen, familiäres und soziales Umfeld. In: Genealogisches Jahrbuch. Jahrgang 33/34, 1993/94, S. 57–90.
- Altdöbern. Der Schloßpark. In: Brandenburgische Denkmalpflege. Jahrgang 3, Heft 1, 1994, ISSN 0942-3397, S. 38–47.
- Brieske. Die Gestaltung der Freiflächen der Kolonie Marga. In: Brandenburgische Denkmalpflege. Jahrgang 3, Heft 1, 1994, S. 95–105.
- Cottbus. Die historischen Grünanlagen und die Bundesgartenschau 1995. In: Brandenburgische Denkmalpflege. Jahrgang 4, Heft 1, 1995, S. 138–157.
- Kossenblatt. Das Schloß und die Gartenanlagen. In: Brandenburgische Denkmalpflege. Jahrgang 5, Heft 2, 1996, S. 54–76.
- Die Entwicklung der Gartenanlagen in der brandenburgischen Lausitz. In: Brandenburgische Denkmalpflege. Jahrgang 8, Heft 2, 1999, S. 6–28.
- Inventarisation und Denkmalbewertung von Gartendenkmalen. In: Denkmalpflege im Land Brandenburg 1990–2000. (= Forschungen und Beiträge zur Denkmalpflege im Land Brandenburg. Band 5.1). Wernersche Verlagsgesellschaft, Worms 2001, ISBN 3-88462-174-2, S. 346–350.
- Die Kolonie „Marga“ in Brieske – die Wiederherstellung der historischen Außenanlagen. In: Denkmalpflege im Land Brandenburg 1990–2000. (= Forschungen und Beiträge zur Denkmalpflege im Land Brandenburg. Band 5.1). Wernersche Verlagsgesellschaft, Worms 2001, ISBN 3-88462-174-2, S. 723–728.
- Pianofortebauer – Gebr. Niemann. In: Hans Meier zu Eissen: Westfälische Pianofortebauer. Aufstieg – Glanz – Verfall eines Kunsthandwerks. Aschendorff, Münster 2003, ISBN 3-9800885-5-3.
- Unterhaltung und Pflege von Gartendenkmalen im Land Brandenburg – Situation, Finanzierung, Fördermöglichkeiten, Nutzungsproblematik. In: Gartenkunst und Gartendenkmale. Zur aktuellen Situation der Gartendenkmalpflege im Land Brandenburg. Publikation zur Fachtagung am 3./4. September 2004 im Schloss Glienicke. (= Denkmalpflege in Berlin und Brandenburg, Arbeitsheft. Nr. 2). Michael Imhof Verlag, Petersberg 2004, ISBN 3-86568-014-3, S. 102–114. Zugleich Redaktion der gesamten Publikation.
- Kloster Neuzelle. Der Klostergarten. Probleme und Möglichkeiten der Wiederherstellung eines Gartendenkmals. In: Brandenburgische Denkmalpflege. Jahrgang 15, Heft 1, 2006, ISSN 0942-3397, S. 69–81.
- Der barocke Garten des Klosters Neuzelle und seine Wiederherstellung. In: Das Zisterzienserkloster Neuzelle. Bestandsforschung und Denkmalpflege. (= Arbeitshefte des Brandenburgischen Landesamtes für Denkmalpflege und Archäologischen Landesmuseums. Heft 15). Lukas Verlag, Berlin 2007, ISBN 978-3-86732-005-4, S. 50–116. Zugleich Redaktion der gesamten Publikation.
- Die Planstadt Eisenhüttenstadt. Synthese von Grünplanung und Städtebau. In: Stadt- und Grünplanung der 1950er und 1960er Jahre in Deutschland. Symposium am 27. April 2006 in Erfurt. (= Arbeitshefte des Thüringischen Landesamtes für Denkmalpflege und Archäologie, Neue Folge. Band 28). Reinhold, Altenburg 2007, ISBN 978-3-937940-45-8, S. 32–37.
- Adress-, Hof- und Staatskalender in der Anna Amalia Bibliothek in Weimar. In: Der Herold. Jahrgang 51, Heft 3, 2008, S. 338–349.
- Quellen zur personen- und familiengeschichtlichen Forschung in Dresden. Der Königlich Polnische und Churfürstlich Sächsische Hof- und Staatskalender. In: Zeitschrift für mitteldeutsche Familiengeschichte. Jahrgang 49, Heft 4, 2008, S. 457–473.
- Pflanzen und Gartenliteratur. Garten, Orangerie und Bibliothek des Klosters Neuzelle in der Niederlausitz. In: Georg Schrott, Manfred Knedlik (Hrsg.): Klösterliche Sammelpraxis in der frühen Neuzeit (= Religionsgeschichte der frühen Neuzeit. Band 9). Verlag Traugott Bautz, Nordhausen 2010, ISBN 978-3-88309-564-6, S. 257–323.
- Ukkat (Ukkatis) aus Groß Warkau im Kreis Insterburg (Ostpreußen). Mit Anhängen: Stammfolgen Meddinis, Schulskis; Ahnenliste Auguste Schnellinger. In: Archiv ostdeutscher Familienforscher. Band 21, Herne 2013, S. 57–140.
- Ein Verzeichnis der wehrhaften Mitglieder der Innungen der Stadt Dresden von 1744. In: Zeitschrift für mitteldeutsche Familiengeschichte. 55. Jahrgang, Heft 1, 2014, S. 257–295.
- Mitautor (mit Folkwart Wendland): Verzeichnis der Gärtner nach Tätigkeitsorten. und Kurzbiographien der Gärtner. In: Folkwart Wendland, Folkwin Wendland: Gärten und Parke in Brandenburg. Die ländlichen Parke in der Mark Brandenburg und der Niederlausitz. Band 5, Lukas Verlag, Berlin 2015, ISBN 978-3-86732-206-5, S. 321–344 und S. 345–390.
- Die Gärten und Außenanlagen des Kloster- und Schlosskomplexes Dobrilugk/Doberlug. In: Zisterzienserkloster und Schlossanlage Dobrilugk/Doberlug. (= Arbeitshefte des Brandenburgischen Landesamtes für Denkmalpflege und Archäologischen Landesmuseums. Nr. 35). Lukas Verlag, Berlin 2016, ISBN 978-3-86732-233-1, S. 45–76.
- Altdöbern. Der Schlosspark. Zum Stand der Restaurierung und neue Materialien zur Geschichte. In: Brandenburgische Denkmalpflege. Neue Folge, 2. Jahrgang, Heft 2, 2016, ISBN 978-3-943164-28-2, S. 12–29.
- Orangerien im Land Brandenburg. In: Orangerie. Die Wiederentdeckung eines europäischen Ideals. Festschrift zum 40. Jahrestag der Gründung des Arbeitskreises Orangerien in Deutschland e. V. (= Orangeriekultur, Schriftenreihe des Arbeitskreises Orangerien in Deutschland e. V. Band 16/17). Lukas Verlag, Berlin 2019, ISBN 978-3-86732-331-4, S. 287–299.
- mit Frank Norbert Gellerich, Wolfgang Brandt und Ingo Schulz: Zur Biographie Friedrich Wilhelm Marpurgs, eines Sohnes der Altmärkischen Wische. In: Kathrin Eberl-Ruf, Carsten Lange (Hrsg.): Friedrich Wilhelm Marpurg. Musiktheorethiker, Komponist und Publizist in der Zeit der Aufklärung. (= Forum Mitteldeutsche Barockmusik. Band 11). ortus musikverlag, Beeskow 2020, ISBN 978-3-937788-63-0, S. 11–26.
- Neuhardenberg. Pücklers Anteil an der Gestaltung der Parkanlage. In: Brandenburgische Denkmalpflege. Neue Folge, 6. Jahrgang, Heft 1, 2020, S. 59–68.
- Klostergärten und Denkmalpflege - die Wiederherstellung der Gärten des Klosters Neuzelle in Brandenburg. In: Volkmar Eidloth, Petra M. Martin (Hrsg.): Barocke Klostergärten. Gartenhistorische Bedeutung und gartendenkmalpflegerische Herausforderung. (= Arbeitsheft. Band 44). (Landesamt für Denkmalpflege im Regierungspräsidium Stuttgart), Jan Thorbecke Verlag, Ostfildern 2022, ISBN 978-3-7995-1555-9, S. 79–92.
- Die Entwicklung von Karl Foersters Gärtnerei. In: Howcroft, Heidi, Steller, Thomas (Hg.): Karl Foerster. Neue Wege - Neue Gärten. Verlag Deutsche Stiftung Denkmalschutz, Monumente Publikationen, Bonn 2024, ISBN 978-3-86795-196-8, S. 14–21.
- Die Gärten und Freiflächen des barocken Klosters Neuzelle - Entstehung und Wiederherstellung. In: Helga Fabritius, Albert Holenstein (Hrsg.): Klostergärten – Nahrung für Leib und Seele (= Fachtage Klosterkultur Bd. 3, Publikation zur Tagung im Benediktinerstift Melk 13.–16. September 2023), EOS-Verlag Sankt Ottilien 2025, S. 71–81. ISBN 978-3-8306-8259-2